# Береговая майна
Береговая майна (лат. Acridotheres ginginianus) — вид воробьинообразных птиц из семейства скворцовых (Sturnidae). Во многом напоминает обыкновенную майну.

## Распространение
Этот вид обычен для Бангладеш, Индии, Бирмы, Непала, Пакистана, Тайваня и Китая. Береговая майна интродуцирована в Кувейт, Оман, Объединенные Арабские Эмираты; залётный в Афганистане. Эти птицы живут стаями в основном в непосредственной близости от открытых водоёмов, иногда встречаются на городских рынках и свалках.

## Описание
Средняя длина взрослой птицы 25 см. Оперение спинной стороны, крыльев (за исключением рулевых перьев), шеи, зоба, груди и брюха серое; голова, щёки, рулевые перья и хвост (за исключением белого кончика) чёрные; радужная оболочка жёлтая, клюв жёлтый, ноги жёлтые. У молодых птиц шея и голова тёмно-коричневые.

## Образ жизни и питание
Береговые майны живут колониями. Питаются зернами, насекомыми и фруктами, виноградом. Уничтожают вредителей сельскохозяйственных культур, например Achaea janata, чьи гусеницы поедают клещевину.

## Размножение
Сезон размножения у береговых майн проходит с апреля по август. Большинство птиц размножаются в мае и июне. Береговые майны гнездятся колониями по 50 и более особей. Гнездо строят в норах в песчаных горках, на набережных, иногда используют дыры в кирпичных домах. Камера для яиц находится в 80—200 см от входа. Гнездо устилают травой и перьями. В кладке от четырех до пяти бледно-голубых или зеленовато-голубых яиц. Насиживают оба родителя на протяжении 13-14 дней. Птенцы открывают глаза в возрасте 5 дней, в 21 день покидают гнездо.

## Галерея

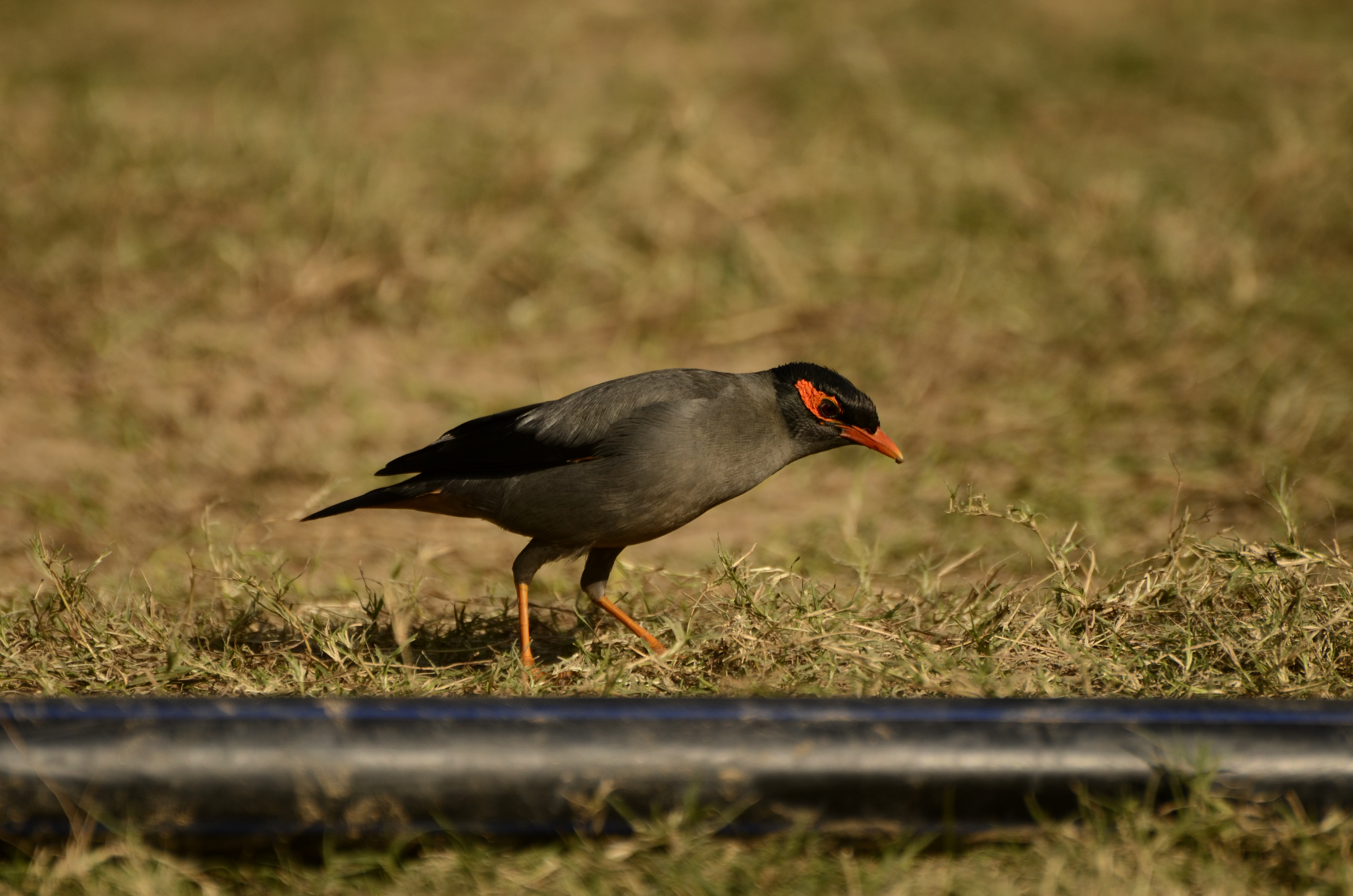
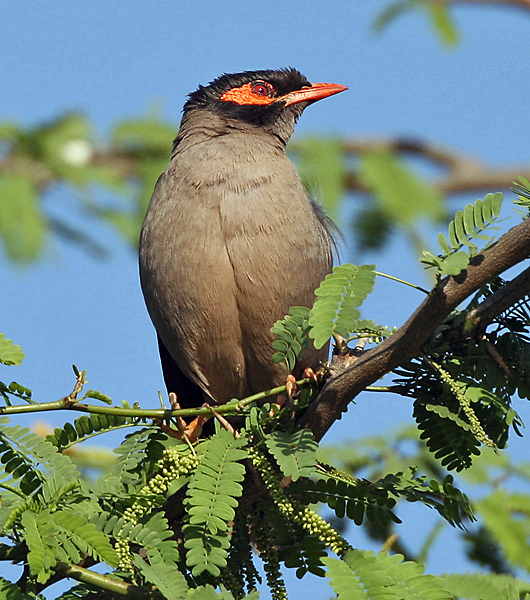
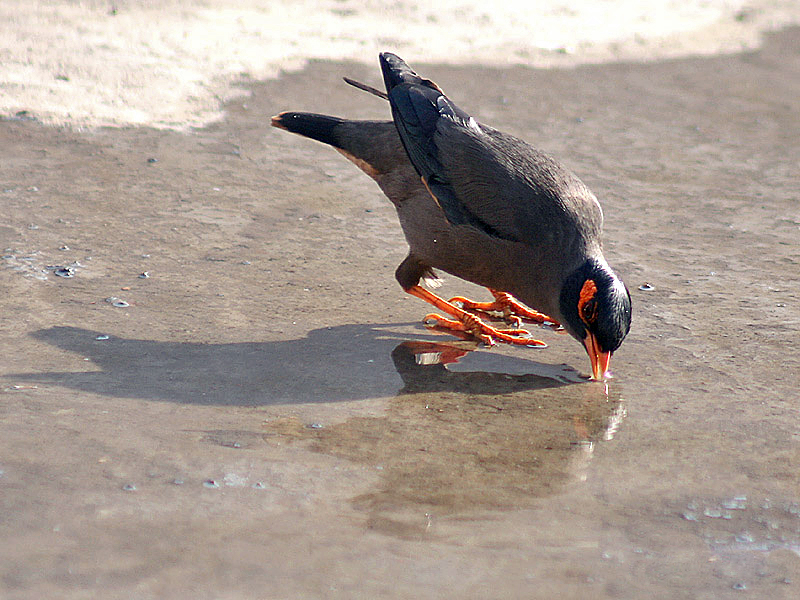
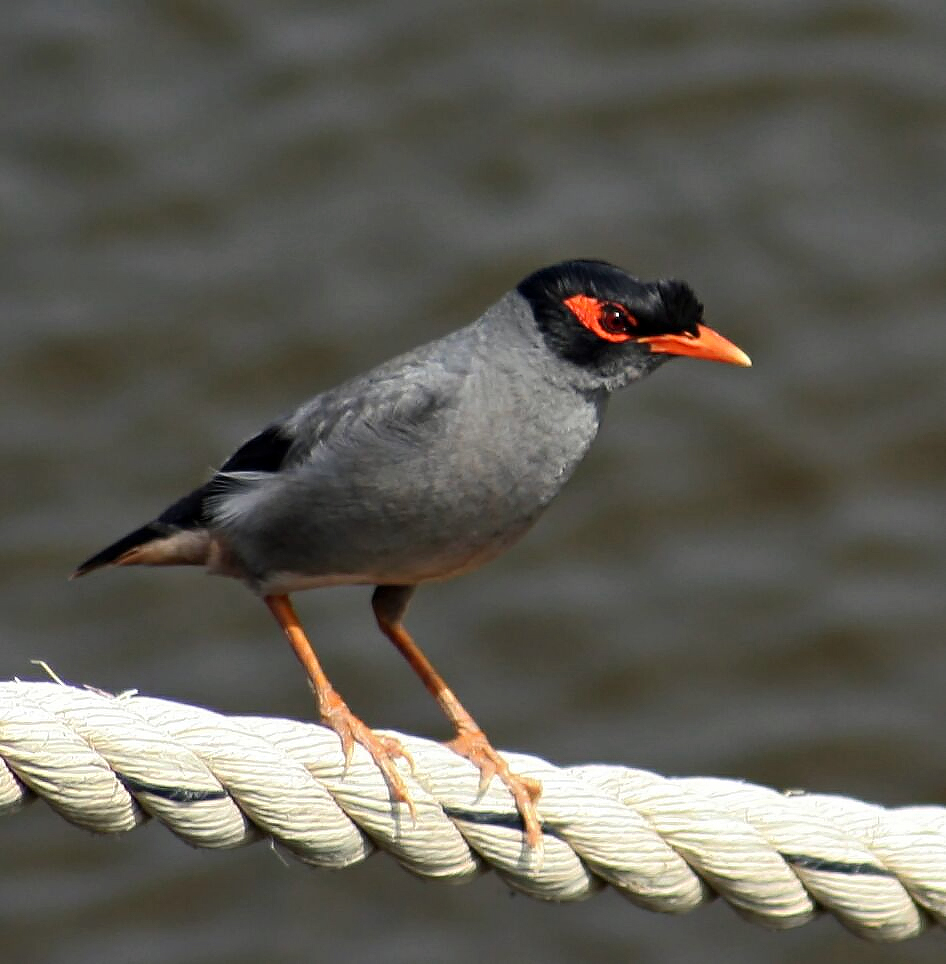
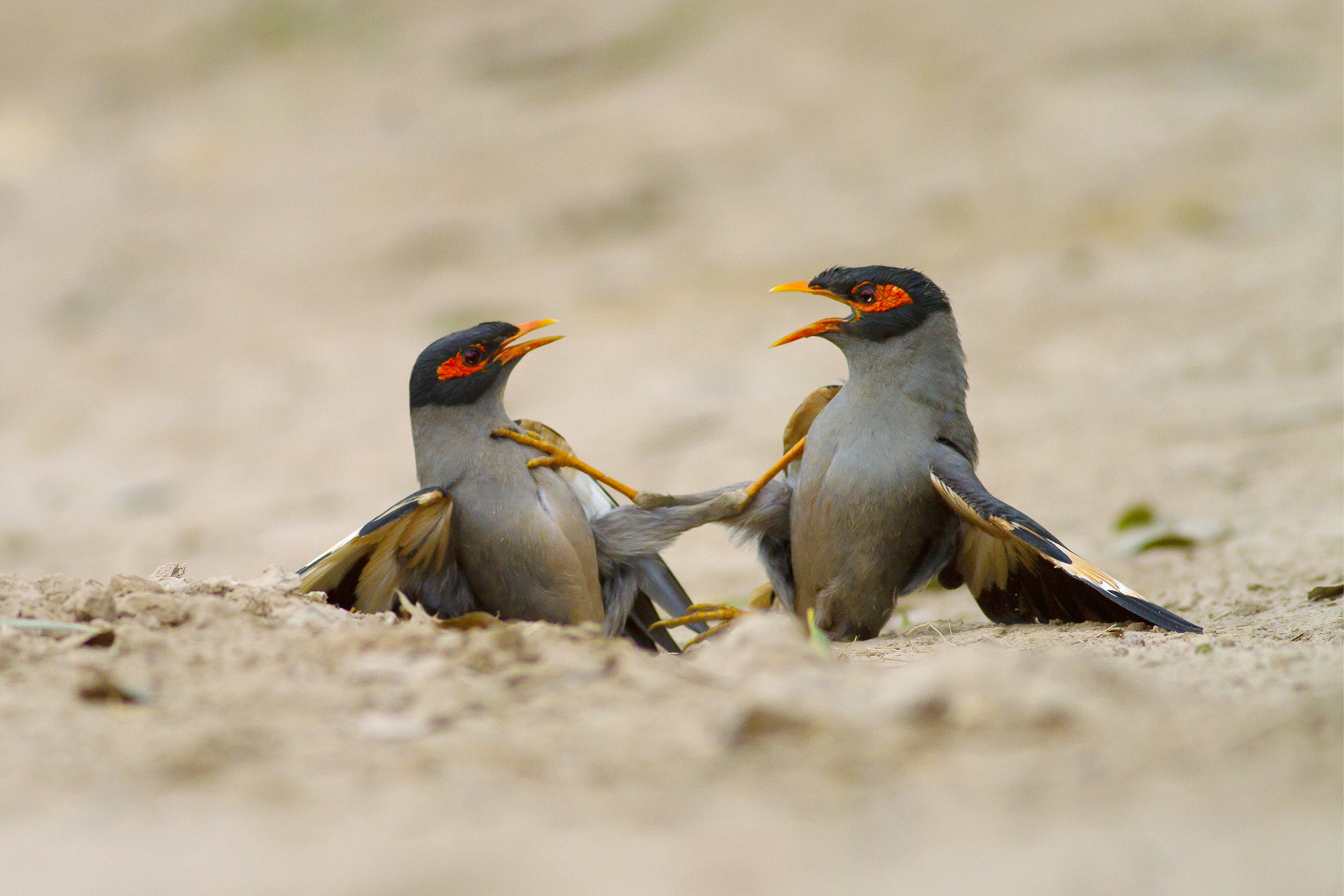